# 工藤純子
工藤 純子（くどう じゅんこ、1969年- ）は、日本の児童文学作家。
東京都生まれ。日本児童文学者協会会員。全国児童文学同人誌連絡会「季節風」同人。

## 著書
- 『Go!go!チアーズ』シリーズ にしけいこ絵 ポプラ社　Dreamスマッシュ!

1. サブタイトル無し 2006
2. （嵐の転校生from U.S.A.）2007

- 『ピンポンはねる』シリーズ 勝田文絵 ポプラ社

1. （ピンポンはねる） 2008
2. （ピンポンひかる） 2008
3. （ピンポン空へ） 2009

- 『ミラクル・キッチン』シリーズ 藤丘ようこ絵 そうえん社

1. (天才シェフは小学生!?)　2008
2. (ハッピー・レシピは思い出の味!?)　2009
3. (中国四千年のギョーザバトル!?)　2009
4. (参戦!スイーツコンクール)　2010

- 『ゴースト・ファイル』シリーズ 十々夜絵　岩崎書店 フォア文庫

1. (真昼の星)　2009
2. (風の向こう)　2009
3. (よみがえりの伝説)　2010
4. (ゴーストからの贈り物)　2010

- 『モーグルビート!』シリーズ 加藤アカツキ絵 ポプラ社

1. サブタイトル無し 2011
2. （再会） 2011

- 『恋する和パティシエール』シリーズ うっけ絵 ポプラ社

1. (夢みるハートのさくらもち)　2012
2. (栗むしケーキでハッピーバースデー)　2012
3. (キラリ!海のゼリーパフェ大作戦)　2013
4. (ホットショコラにハートのひみつ)　2013
5. (決戦!友情のもちふわドーナツ)　2014
6. (月夜のきせき!パンプキンプリン)　2014

- 『プティ・パティシエール』シリーズ うっけ絵 ポプラ社

1. （マカロンは夢のはじまり）　2016
2. （恋するショコラはあまくない?）　2016
3. （ひみつの友情マドレーヌ）　2017
4. （とどけ! 夢みる花束クレープ）　2017
5. （ガラスの心のクレーム・ブリュレ）　2018
6. （涙のウエディング・シュークリーム）　2019

- 『ダンシング☆ハイ』シリーズ カスカベアキラ絵 ポプラポケット文庫

1. （強引な天使とダンスの王子さま!?） 2014
2. （アイドルと奇跡のダンスバトル!） 2015
3. （海へGO!ドキドキ★ダンス合宿） 2015
4. （みんなのキズナ!涙のダンスカーニバル） 2016
5. （つながれ!運命のラストダンス） 2018

- 『セカイの空がみえるまち』 くろのくろ絵 講談社 2016
- 『となりの火星人』ヒロミチイト絵 講談社 文学の扉 2018
- 『あした、また学校で』稲葉朋子絵 講談社 文学の扉 2019
- 『スポーツのおはなし サーフィン ぼくらの波を走る!』小林系絵 講談社 2019
- 『てのひらに未来』酒井以絵 くもん出版 2020

### 共著
- 『キラキラ! ココロときめくアンソロジー』菅野雪虫,みずのまい,宮下恵茉,向井湘吾共著 ポプラポケット文庫 2015
- 『ふしぎ日和 「季節風」書き下ろし短編集』あさのあつこ,土山優,八束澄子選 井嶋敦子,田沢五月,森川成美,村田和文, 吉田純子共著 インターグロー すこし不思議文庫 2015
- 『ぐるぐるの図書室』廣嶋玲子,濱野京子,菅野雪虫,まはら三桃共著 講談社 2016
- 『ぎりぎりの本屋さん』廣嶋玲子,濱野京子,菅野雪虫,まはら三桃共著 講談社 文学の扉 2018
- 『じりじりの移動図書館』廣嶋玲子,濱野京子,菅野雪虫,まはら三桃共著 講談社 文学の扉 2020
- 『きっと、物語はよりそう』次良丸忍,服部千春,中山聖子,吉田桃子,最上一平共著 偕成社 2020
- 『きみが、この本、読んだなら とまどう放課後編森川成美,高田由紀子,松本聰美共著 さ・え・ら書房 2020